# 三古镇
三古镇（三古公社、紅光公社），是中華人民共和國四川省鄰水縣下辖的一个乡镇级行政单位。

## 沿革
1949年12月，石永區人民政府即建立了三古鄉公所。1950年2月，石永區人民政府撤銷，三古鄉公所劃歸興仁區人民政府領導。1953年4月24日，三古鄉公所改置三教鄉和古家鄉人民政府。1956年1月16日，兩鄉再合併為三古人民委員會。1958年9月22日，三古人委改稱古家人民公社。1965年7月25日，古家人民公社改稱三古人民公社。1966年5月「文革」開始後，三古人民公社工作受到干擾。1967年1月，為了破「四舊」，三古人民公社改稱紅光人民公社。3月，由公社武裝幹部和群眾代表主持成立了紅光人民公社生產辦公室，負責公社日常工作。1968年12月20日，經縣人武部黨委批准，紅光人民公社革命委員會成立。1973年5月12日，經地革委批准紅光人民公社革委會改稱三古人民公社革命委員會。1976年10月粉碎「四人幫」後，三古人民公社的行政組織機構仍然是革命委員會。1981年3月，縣委決定撤銷三古人民公社革委會，建立三古人民公社管理委員會，管委會設正、副主任。1984年1月，根據中共中央體制改革要求．縣委又決定撤銷三古人民公社管委會，建立三古鄉人民政府。
2015年撤乡设镇，由三古乡改名三古镇。

## 行政区划
三古镇下辖以下地区：
新龙社区、白水村、东风村、龙头村、华尖村、蒿子村、三教村、新房村、草子村、安子村、小河村、双丰村和天星村。